# ديوكسي ريبونوكليوتيد

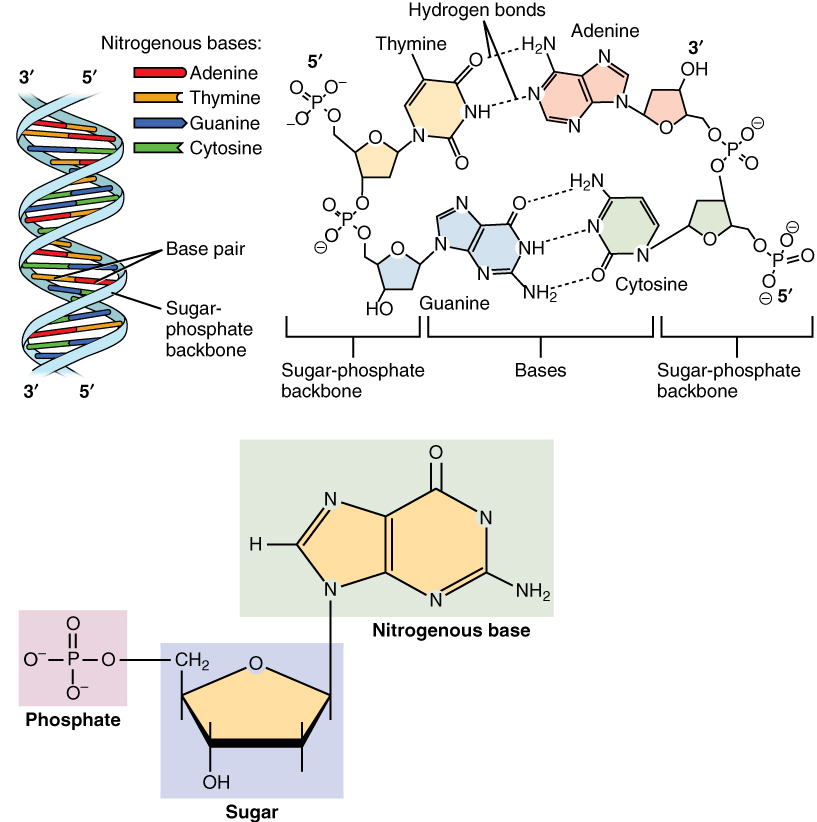
أنقر الصورة لترى الأرقام على The structure of nucleotide monomers.

جزء من الدنا ، مركب من جزيئات مترابطة من ديوكسي ريبونوكليوتيدات.

ديوكسي ريبونوكليوتيد أو ريبونوكليوتيد منقوص الأكسجين في علم الجينات (بالإنجليزية: deoxyribonucleotide) هو مونومير أو وحدة صغيرة من الدنا أو «حمض ديوكسي ريبونوكليك». جزيء الديوكسي ريبونوكليوتيد يحوي ثلاثة أجزاء: قاعدة نيتروجينية، وسكر ديوكسي ريبوز، ومجموعة فوسفات. ترتبط القاعدة النتروجينية فيه دائما بذرة الكربون 1' لـ ديوكسي ريبوز، الذي يتميز عن الريبوز بوجود ذرة هيدروجين على الكربون 2' بدلا من مجموعة -OH . أما مجموعة الفوسفات فهي ترتبط بذرة الكربون 5' لسكر النوكليوتيد.
ملحوظة: بالنسبة لفهم لأرقام المستخدمة يجب الاستعانة بموضوع ترقيم الحمض النووي.
عندما يتشابك الديوكسي ريبونوكليوتيد لتكوين الدنا ترتبط مجموعة فوسفات من أحد النوكليتيدات بذرة الكربون 3' على نوكليوتيد آخر مكونا «رابطة فوسفوديإستر» Phosphodiester Bond عن طريق فقد جزيء ماء. وترتبط النوكليتيدات الجديدة دائما بذرة الكربون 3'
على آخر نوكليوتيد، وبناء على ذلك فإن تخليق الدنا يسير في الاتجاه 5' إلى 3'.

## وصلات خارجية
- Deoxyribonucleotides في المكتبة الوطنية الأمريكية للطب نظام فهرسة المواضيع الطبية (MeSH).

## اقرأ أيضا
- ريبوز منقوص الأكسجين
- ديوكسي ريبو نوكلياز
- ريبوز
- ريبوز 5-فوسفات
- قاعدة نووية (كيمياء)
- الدنا
- الرنا
- ترقيم الحمض النووي
- الاتجاهية (علم الأحياء الجزيئي)
- بي دي بي سام